# Skynet
Skynet är ett fiktivt datornätverk med artificiell intelligens i berättelserna om Terminator.
Skynet var ursprungligen ett automatiseringssystem för USA:s militär, men det blev självmedvetet, och försökte utplåna människorna i en kärnvapenattack som kom att kallas Domedagen. Efter Domedagen kämpade de överlevande människorna mot Skynets maskiner.
De tre första filmerna - Terminator, Terminator 2 och Terminator 3 handlar om tiden innan Skynet tog makten. Det framtida Skynet hade då skickat tillbaka Terminatorer i tiden för att oskadliggöra motståndsmannen John Connor.